# Cherechiu (gmina)
Cherechiu – gmina w Rumunii, w okręgu Bihor. Obejmuje miejscowości Cherechiu, Cheșereu i Târgușor. W 2011 roku liczyła 2416 mieszkańców.